# Метод Гаусса (численное интегрирование)

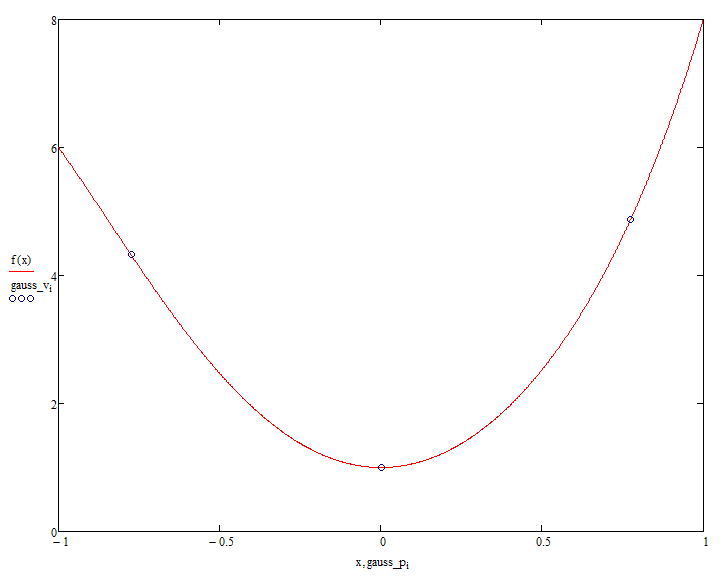
Численное интегрирование функции методом гаусса-3

Метод Гаусса — метод численного интегрирования, позволяющий повысить алгебраический порядок точности методов на основе интерполяционных формул путём специального выбора узлов интегрирования без увеличения числа используемых значений подынтегральной функции. Метод Гаусса позволяет достичь максимальной для данного числа узлов интегрирования алгебраической точности.
Например, для двух узлов можно получить метод 3-го порядка точности
{\displaystyle I\approx {\frac {b-a}{2}}\left(f\left({\frac {a+b}{2}}-{\frac {b-a}{2{\sqrt {3}}}}\right)+f\left({\frac {a+b}{2}}+{\frac {b-a}{2{\sqrt {3}}}}\right)\right)\,},
тогда как для равноотстоящих узлов метода выше 2-го порядка получить невозможно. В общем случае, используя {\displaystyle n} точек, можно получить метод с порядком точности {\displaystyle 2n-1}. Значения узлов метода Гаусса по {\displaystyle n} точкам являются корнями полинома Лежандра степени {\displaystyle n}. Значения весов вычисляются по формуле {\displaystyle a_{i}={\frac {2}{(1-x_{i}^{2})\,[P_{n}'(x_{i})]^{2}}}}, где {\displaystyle P_{n}'} — первая производная полинома Лежандра.
Для {\displaystyle n=3} узлы и веса имеют следующие значения: {\displaystyle x_{1,3}=\pm {\sqrt {0.6}},x_{2}=0}, веса : {\displaystyle a_{1,3}={\frac {5}{9}},a_{2}={\frac {8}{9}}}.
(Полином определен на отрезке {\displaystyle [-1,1]}).
Наиболее известен метод Гаусса по пяти точкам.

## Метод Гаусса — Кронрода
Недостаток метода Гаусса состоит в том, что он не имеет лёгкого (с вычислительной точки зрения) пути оценки погрешности полученного значения интеграла. Использование правила Рунге при дроблении отрезка интегрирования требует вычисления подынтегральной функции примерно в таком же числе точек, не давая при этом практически никакого выигрыша в точности, в отличие от простых методов, где точность увеличивается в несколько раз при каждом новом разбиении. Кронродом был предложен следующий метод оценки значения интеграла
{\displaystyle I\approx \sum _{i=1}^{n}a_{i}\,f(x_{i})+\sum _{i=1}^{n+1}b_{i}\,f(y_{i})},
где {\displaystyle x_{i}} — узлы метода Гаусса по {\displaystyle n} точкам, а {\displaystyle 3n+2} параметров {\displaystyle a_{i}}, {\displaystyle b_{i}}, {\displaystyle y_{i}} подобраны таким образом, чтобы порядок точности метода был равен {\displaystyle 3n+1}. Тогда для оценки погрешности можно использовать эмпирическую формулу:
{\displaystyle \Delta =\left(200|I-I_{G}|\right)^{1.5}},
где {\displaystyle I_{G}} — приближённое значение интеграла, полученное методом Гаусса по {\displaystyle n} точкам. Библиотеки gsl и SLATEC для вычисления определённых интегралов содержат подпрограммы, использующие метод Гаусса — Кронрода по 15, 21, 31, 41, 51 и 61 точкам.